# Lookeen
Lookeen ist ein Desktop- und E-Mail-Suchprogramm. Es unterstützt die Suche nach Dateien, E-Mails, Kontakten und Dateianhängen etc. auf dem eigenen Computer, Microsoft Exchange Server und Applikations- sowie Terminalserver.

## Arbeitsweise
Seit der Einführung von Lookeen 10 handelt es sich bei der Shareware um ein eigenständiges Desktop-Suchtool. Nach der Installation und der ersten Indexierung gestattet Lookeen ein schnelles und einfaches Durchsuchen der persönlichen Dateien auf dem Desktop und in Outlook. Die Indexdatei wird dabei zum Schutz der Daten ausschließlich im lokalen Netzwerk gespeichert; auch in Unternehmens- und Virtuellen-Desktop-Infrastructure-Umgebungen (VDI) wird die Indexdatei nur im Unternehmensnetzwerk – und nicht etwa in einer Cloud – gespeichert.
Die Anwendung wird über das zweimalige Drücken der Strg-Taste oder über das Startmenü aufgerufen. Lokale Dateien können direkt in der Vorschau bearbeitet und gespeichert werden, ohne dass Microsoft Word oder Microsoft Excel separat gestartet werden müssen.
Die Vorgängerversion, Lookeen 8, musste als reine Outlook-Erweiterung nach dem Outlook-Add-on-Konzept noch direkt in Microsoft Outlook integriert werden. In Lookeen 10 ist diese Erweiterung optional. Gegenüber herkömmlichen E-Mail-Client-Suchmaschinen beinhaltet der Index von Lookeen auch die gesamte Ordnerstruktur Outlooks.

## Historie
Die Gestaltung der ersten Versionen ähnelte sehr stark der E-Mail-Suchsoftware Lookout des Silicon-Valley-Startups Lookout Soft Inc. Lookout wurde 2004 von Microsoft für angeblich 6 Mio. US-Dollar übernommen, um dann in die Windows Desktop Search integriert zu werden. Lookout selbst wurde weiterhin als Freeware gehandelt, aber war ab Outlook-Version 2007 nicht mehr oder nur noch unter erheblichen Modifizierungen installierbar.
Im Januar 2007 startete Axonic die Entwicklung eines Nachfolgermodells für Lookout, das mit dem Release von Microsoft Windows Vista im Januar 2007 nicht mehr eingesetzt werden konnte. Im Januar 2008 brachte Axonic mit Lookeen schließlich eine Lösung für professionelle Daten- und E-Mail-Suche auf den Markt und verkaufte dieses innerhalb von acht Monaten in über 40 Länder. Im März 2010 gewann Lookeen den Award für das „Best Outlook Add-on 2010“ der US-Webseite About.com. Heute wird Lookeen nach Angaben des Herstellers in über 100 Länder verkauft. 2013 wurde die Version Lookeen 8 zusammen mit einer neuen Enterprise Search Version veröffentlicht. Seit der Veröffentlichung von Lookeen 10 im Frühjahr 2015 steht die Desktopsuche nicht mehr nur Outlook-Nutzern zur Verfügung, sondern kann unabhängig in allen Windows-Betriebssystemumgebungen als Alternative zur Windows Desktop Search genutzt werden.

## System-Umgebung
Die Software setzt bei ihrer Suche auf das freie Projekt Lucene 3.0, die Typenbibliothek Outlook Redemption und das Outlook Object Model.

### Unterstützte Datenquellen
- Microsoft-Office-Dokumente (.doc, .docx, .pps, .ppsx, .ppt, .pptx, .xls, .xlsx)
- E-Mails
- Textdateien (.txt, .rtf),
- PDF-Dateien (.pdf),
- Bilddateiformate (.bmp, .gif, .jpeg, .jpg, .png, .tif, .tiff),
- Outlook-Archive (.pst),
- verschiedene Webformate (HTML, XML)
- Messenger-Dateien (.msg).[10][11]

### Zentrale Indizierung
Lookeen 10 unterstützt die zentrale Indizierung geteilter Ressourcen im Netzwerk (z. B. Netzwerkdateien und Öffentliche Ordner). Dabei wird ein einziger geteilter Index angelegt und zentral gespeichert. Dieser Index kann über eine URL im Netzwerk von allen Clienten im Netzwerk erreicht werden. Dadurch sollen Netzwerk- und Serverkapazitäten sowie der lokale Speicherbedarf geschont werden.

### Enterprise Roll-Out Support
Schon seit Lookeen 8 werden Group Policies unterstützt, die die gleichzeitige Verteilung der Software an mehreren Arbeitsplätzen im Unternehmen erlauben. Dabei können viele Optionen (z. B. der Speicherort des Indexes und der Einstellungsdateien, sowie Indexintervalle und Lizenzschlüssel) zentral vom Administrator gesteuert werden. Diese Erweiterung erleichtert den Einsatz von Lookeen auf großen Terminalservern oder Citrix Umgebungen.

## Systemvoraussetzungen
Die Desktop Search wird zurzeit von den Betriebssystemen Windows 2000, XP, Vista, Windows 7, Windows 8, Windows 10 sowie Windows 11 unterstützt – letztere sowohl in der 32- als auch der 64-Bit-Version. Die aktuelle Version wurde noch vor Release von Windows 10 auf den Markt gebracht und komplett überarbeitet. Lookeen ist integrierbar in Microsoft Office 2021, 2019, 2016, 2013, 2010, 2007, 2003 oder 365. Die Software ist kompatibel mit virtuellen Umgebungen (VDI) wie Citrix, Terminalserver und VMware.

## Lookeen Server Enterprise Search
Im Juli 2011 wurde der Lookeen Server als Enterprise Search Lösung veröffentlicht. Dieser unterstützt globale Indizierungsfunktionen und erlaubt die volle Kontrolle über alle Clients und den Server mittels Windows Gruppenrichtlinienverwaltung. Die Sicherheit der Daten wird durch Berücksichtigung der Windows-Berechtigungsstruktur und durch SSL- und interne Verschlüsselung gewährleistet.